# Schizognathus burmeisteri
Schizognathus burmeisteri är en skalbaggsart som beskrevs av Ohaus 1904. Schizognathus burmeisteri ingår i släktet Schizognathus och familjen Rutelidae. Inga underarter finns listade i Catalogue of Life.